# Tesi ghazi

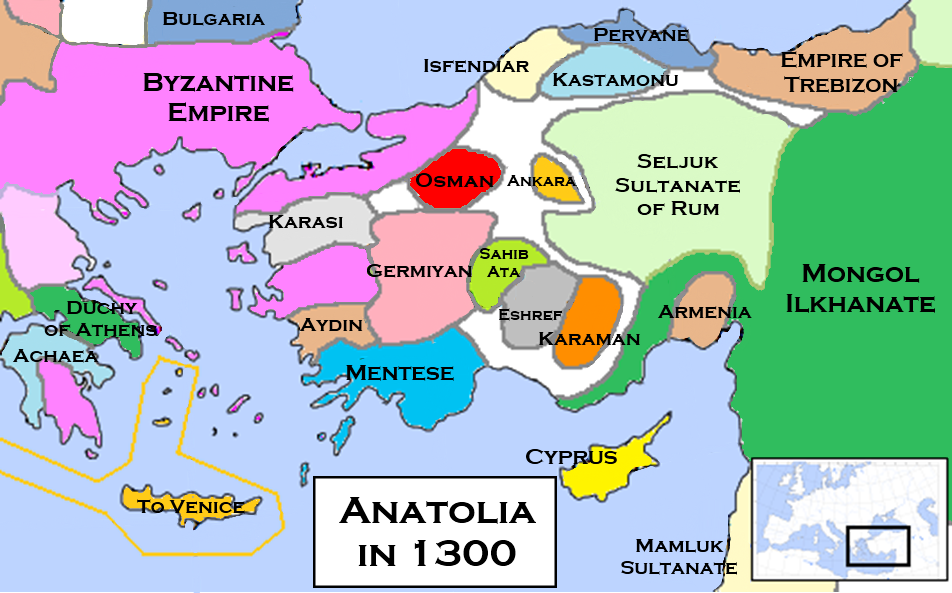
Una mappa approssimativa raffigurante l'Anatolia nell'anno 1300, quando nacque per la prima volta lo stato ottomano (evidenziato in rosso).

La tesi ghazi o ghaza (dal turco ottomano غزا, ġazā, "guerra santa" o semplicemente "incursione") è un paradigma storico obsoleto formulato per la prima volta da Paul Wittek e utilizzato per interpretare la natura dell'Impero ottomano durante il primo periodo della sua storia, il XIV secolo, e la sua storia successiva. La tesi affronta la questione di come gli ottomani siano stati in grado di espandersi da un piccolo principato alla frontiera dell'Impero bizantino fino a un impero centralizzato e intercontinentale. Secondo la tesi ghazi, gli ottomani ci riuscirono attirando reclute a combattere per conto dell'impero in nome della guerra santa islamica contro i non credenti. Un tale guerriero era conosciuto in turco come ghazi, e pertanto questa tesi vede il primo stato ottomano come uno "Stato Ghazi", definito da un'ideologia della guerra santa. La tesi ghazi ha dominato la prima storiografia ottomana per gran parte del XX secolo prima di essere oggetto di crescenti critiche a partire dagli anni '80. Gli storici oggi generalmente rifiutano la tesi ghazi, e conseguentemente l'idea che l'espansione ottomana sia stata alimentata principalmente dalla guerra santa, ma non sono concordi su quale ipotesi possa sostituirla.

## Formazione della Tesi ghazi
La tesi ghazi fu formulata per la prima volta negli anni '30 dallo storico turco Fuad Köprülü e dallo storico austriaco Paul Wittek. In parte in risposta agli storici orientalisti contemporanei, che cercarono di emarginare il ruolo dei turchi nella formazione dello stato ottomano, Köprülü formulò quella che sarebbe diventata la visione nazionalista turca della prima storia ottomana. Secondo Köprülü, il sistema politico ottomano era formato da tribù turche in fuga dall'avanzata dell'Impero mongolo, costruito sulla manodopera tribale turca e amministrato da uomini dell'entroterra anatolico esperti nella tradizione politica turco-musulmana dei Selgiuchidi.
Paul Wittek, rispondendo alle affermazioni di Köprülü, accettò la base turco-musulmana del primo stato ottomano, concordando sul fatto che fosse nata dalla civiltà già altamente sviluppata dell'Anatolia selgiuchide e che fosse fondamentalmente modellata dalle condizioni uniche della frontiera bizantina. Tuttavia, piuttosto che l'etnia turca e le connessioni tribali, pose la sua enfasi principale sul ruolo dell'Islam. Per Wittek, gli ottomani erano prima di tutto guerrieri sacri islamici. La sua principale prova di ciò includeva i titoli adottati dai primi sovrani ottomani, compresa un'iscrizione eretta a Bursa nel 1337 che descriveva Orhan, il secondo sovrano ottomano, come "ghazi, figlio di ghazi". Wittek fece affidamento anche sul lavoro del poeta ottomano dell'inizio del XV secolo Ahmedi, che allo stesso modo descrisse i primi sovrani ottomani come ghazi. Pertanto, in questa formulazione, il primo sistema politico ottomano si basava su una "ideologia della guerra santa" che riusciva a diventare potente attirando guerrieri per unirsi alla conquista dei cristiani dell'Anatolia e dei Balcani. I primi ottomani sfruttarono le energie religiose e marziali della frontiera (uc) tra i fatiscenti stati bizantini e selgiuchidi per conquistare un impero. È stata la formulazione di Wittek a essere generalmente (anche se non all'unanimità) accettata dagli storici occidentali dell'Impero ottomano per gran parte del XX secolo.

## Revisionismo
Il problema fondamentale con gli studi ottomani del XIV secolo è la mancanza di documentazione archivistica di quel periodo. Non è stato trovato un solo documento scritto autentico ottomano dal tempo di Osman I, il primo sovrano ottomano. Gli storici sono quindi costretti a fare affidamento alle fonti prodotte molto tempo dopo gli eventi che intendono descrivere. Gli studi ottomani hanno quindi beneficiato delle tecniche della critica letteraria, consentendo agli storici di analizzare correttamente le opere letterarie ottomane dei periodi successivi.
La tesi ghazi è stata attaccata da numerosi studiosi a partire dagli anni '80. I critici hanno posto l'attenzione sul fatto che i primi ottomani agirono in modi contrari a quanto ci si aspetterebbe da zelanti guerrieri religiosi. Non erano musulmani rigorosamente ortodossi, ma tolleravano invece molte credenze e pratiche eterodosse e sincretiche. Reclutavano anche volentieri bizantini nei loro ranghi e combatterono guerre contro altri musulmani. Pertanto, piuttosto che descrivere la realtà, gli scrittori ottomani successivi caratterizzavano i loro antenati come ghazi "adornando [li] con ideali più elevati", quando in realtà le loro motivazioni originali erano molto più banali. Per gli ottomani che scrivevano nel XV secolo, presentare i primi sovrani ottomani come ghazi serviva ai loro obiettivi politici. Sottolineando la qualità mitica e leggendaria delle storie presentate dagli scrittori ottomani, lo storico Colin Imber è arrivato al punto di dichiarare l'intero periodo un "buco nero", la cui verità non potrà mai essere veramente conosciuta.

### Gli ottomani come gruppo tribale
Se molti studiosi hanno criticato la tesi ghazi, in pochi hanno trovato un'alternativa per sostituirla. Rudi Paul Lindner è stato il primo a provarci nella sua pubblicazione del 1983 Nomads and Ottomans in Medieval Anatolia (Nomadi e ottomani nell'Anatolia medievale), in cui ha sostenuto che le peculiarità della prima attività ottomana potevano essere meglio spiegate attraverso il tribalismo. Lindner ha visto il tribalismo attraverso la lente dell'antropologia, che vede le tribù come organizzazioni basate non su linee di sangue condivise, ma su interessi politici condivisi. Le prime incursioni ottomane contro i bizantini non erano motivate dallo zelo religioso, ma dal bisogno della tribù nomade di impegnarsi nella predazione contro la società stanziale. Gli ottomani furono in grado di incorporare i bizantini e combattere contro i musulmani perché la loro organizzazione era fondamentalmente tribale, il che consentiva loro di assimilare individui e gruppi di origini diverse. Citando vari esempi della loro eterodossia, Lindner ha persino suggerito che i primi ottomani potrebbero essere stati più pagani che musulmani. Secondo Lindner, questa inclusività tribale iniziò a sgretolarsi durante il regno del figlio di Osman, Orhan (r. 1323/4-1362), quando gli ottomani iniziarono a passare dall'essere pastori nomadi a una società agricola stabile. Successivamente Orhan attirò studiosi islamici nel suo regno, che portarono con sé idee sui ghazi, e fu da loro che fu addotta l'ideologia ghaza in tempo perché apparisse nella sua iscrizione del 1337 a Bursa.

### Ghazi come uno dei tanti fattori
Nel suo libro del 1995 Between Two Worlds: The Construction of the Ottoman State, lo studioso turco Cemal Kafadar ha affrontato le critiche alla tesi ghazi sostenendo che gli studiosi precedenti avevano tracciato una distinzione troppo ampia tra l'Islam "ortodosso" ed "eterodosso": ci si potrebbe considerare un musulmano legittimo senza conformarsi esattamente a un'ortodossia accademica. Inoltre, Kafadar ha sostenuto che l'idea stessa dei ghaza dei primi ottomani potrebbe essere stata diversa da quella dell'Islam "ortodosso". Citando le leggende anatoliche contemporanee, ha notato che la stessa figura potrebbe essere ritratta come un ghazi mentre continuava a collaborare con i cristiani. Secondo Kafadar, ghaza era una vera ideologia che ha dato forma ai guerrieri di frontiera come classe sociale, non semplicemente un'importazione da studiosi musulmani. Tuttavia, i termini ghaza e ghazi avevano una gamma di significati diversi che cambiavano nel tempo, a volte riferendosi a guerrieri motivati dalla religione e a volte no. Tuttavia era sempre presente e servì semplicemente come una delle tante forze motivanti dietro l'espansione ottomana.

### Ghazi come termine non religioso
Dopo Kafadar, la successiva grande riformulazione della teoria delle origini ottomane è stata effettuata da Heath Lowry nel 2003. Lowry ha attaccato le fonti di Wittek, sostenendo che l'opera letteraria di Ahmedi non può essere interpretata come una storia fattuale, ma piuttosto come un'idealizzazione romanzata del passato. Secondo Lowry, i termini ghaza e ghazi quando erano utilizzati nel contesto ottomano del XIV e XV secolo avevano significati del tutto non religiosi, poiché ghaza era intercambiabile con il termine akin, riferendosi semplicemente a un'incursione militare. Anche molti akıncı (predoni) erano cristiani e sarebbero quindi molto fuori posto in un esercito devoto alla guerra santa islamica. I guerrieri ottomani erano quindi motivati dal desiderio di vincere predoni e schiavi, non di combattere in nome dell'Islam. Sono stati solo alcuni scrittori, istruiti nella tradizione islamica, a cercare di tracciare un collegamento tra il ghaza secolare dei guerrieri di frontiera e il ghaza religioso inteso dagli intellettuali musulmani.

## Nuovo consenso
Sebbene differiscano in molti particolari, queste nuove prospettive sulla prima storia ottomana condividono la convinzione che la prima espansione ottomana non fosse alimentata principalmente da un'ideologia della guerra santa islamica. Gli storici oggi generalmente considerano ghaza come "un'impresa molto più fluida, a volte riferendosi ad azioni che non erano altro che incursioni, a volte col significato di una guerra santa deliberata, ma il più delle volte combinando una miscela di questi elementi". Questo punto di vista appare anche nell'indagine accademica di Caroline Finkel del 2005 sulla storia ottomana, Osman's Dream.